# Yohai Aharoni
Yohai Aharoni (en hebreo: יוחאי אהרוני‎; Mandato británico de Palestina; 8 de junio de 1943) es un exfutbolista y exentrenador de fútbol de Israel que jugaba en la posición de centrocampista.

## Carrera

### Club
| Periodo   | Club                 |
| --------- | -------------------- |
| 1960–1968 | Hapoel Mahane Yehuda |
| 1969–1970 | Hapoel Petah-Tikvah  |
| 1970–1971 | Beitar Tel Aviv FC   |

### Selección nacional
Jugó su primer partido con Israel el 26 de mayo de 1964 en la victoria por 1-0 ante Hong Kong en un partido amistoso. Anotaría un gol en cinco partidos, el cual fue en la Copa Asiática 1964. Su último partido con la selección nacional fue el 26 de enero de 1965 en una derrota por 0-1 ante Países Bajos.

### Entrenador
Al retirarse como jugador pasó a dirigir a los equipos Hapoel Mahane Yehuda, Hapoel Jaljulia y Hapoel Aliyah Kfar Saba. También fue entrenador en Rosh Haayin.

## Logros

### Selección nacional
- Copa Asiática

- : 1964